# Ce couple heureux
Pour plus de détails, voir Fiche technique et Distribution.
Ce couple heureux (Esa pareja feliz) est un film espagnol de Luis García Berlanga et Juan Antonio Bardem, sorti en 1953.

## Fiche technique
- Titre original : Esa pareja feliz
- Titre français : Ce couple heureux
- Réalisation : Luis García Berlanga et Juan Antonio Bardem
- Scénario : Luis García Berlanga et Juan Antonio Bardem
- Photographie : Willy Goldberger (en)
- Montage : Pepita Orduna (en)
- Musique : Jesús García Leoz (en)
- Pays de production : Espagne
- Format : Noir et blanc - 1,37:1 - Mono
- Genre : comédie
- Durée : 83 minutes
- Date de sortie : 1953

## Distribution
- Fernando Fernán Gómez : Juan Granados Muñoz
- Elvira Quintillá : Carmen González Fuentes
- Félix Fernández : Rafa
- José Luis Ozores : Luis
- Fernando Aguirre : Organizador
- Manuel Arbó : Esteban
- Matilde Muñoz Sampedro : Amparo
- Antonio García Quijada : Manolo
- Lola Gaos : Reina en Rodaje
- Antonio Ozores : Directeur d'orchestre 'Copacabana'
- Matías Prats (voix)